# NGC 4337
NGC 4337 (również OCL 878 lub ESO 131-SC2) – gromada otwarta znajdująca się w gwiazdozbiorze Krzyża Południa. Odkrył ją John Herschel 1 kwietnia 1834 roku. Jest położona w odległości ok. 1,6 tys. lat świetlnych od Słońca.